# راغودة ذهبية
راغودة ذهبية (الاسم العلمي: Rhagodes aureus) هي نوع من العنكبوتيات يتبع جنس الراغودة من الفصيلة الراغودية.